# Terlaya
Terlaya is een bestuurslaag in het regentschap Brebes van de provincie Midden-Java, Indonesië. Terlaya telt 4834 inwoners (volkstelling 2010).